# Karen Elson

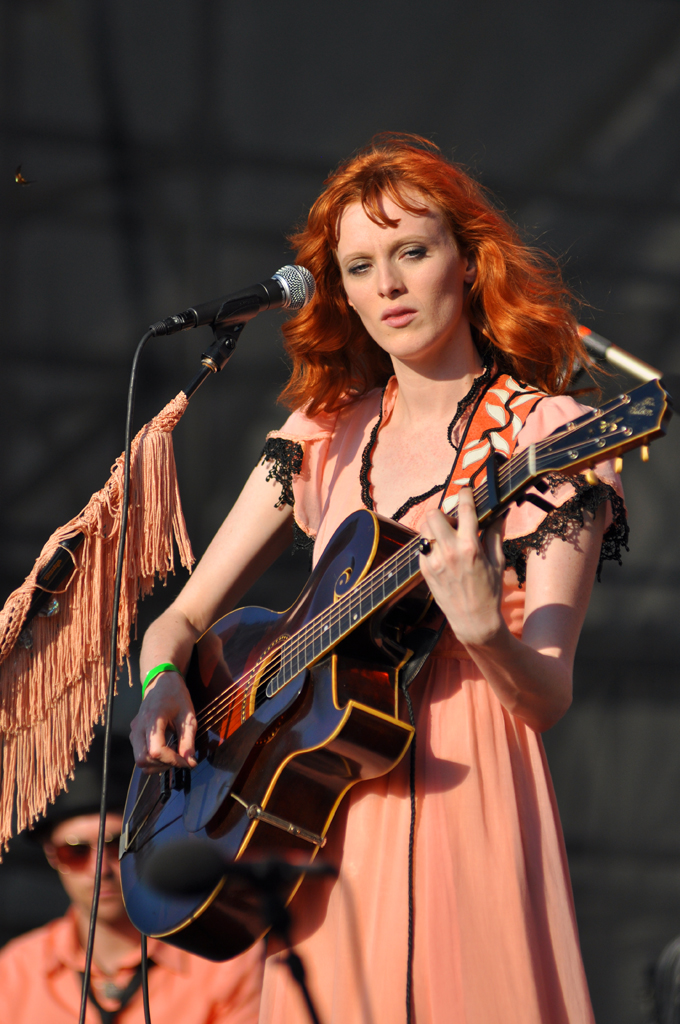
Karen Elson (2010)

Karen Jill Elson (* 14. Januar 1979 in Oldham, Lancashire) ist ein britisches Model und Singer-Songwriterin.

## Leben
Elson wurde 1995 von einem Modelagenten in Manchester entdeckt und erschien im folgenden Jahr auf dem Titelblatt der französischen Vogue. In den Jahren 1997 und 1998 lichtete Steven Meisel sie für die italienische Vogue ab. Es folgten Werbeverträge mit Clinique und Chanel sowie Laufsteg-Engagements für Fendi, Dolce & Gabbana, Jil Sander, Alexander McQueen, Chloé, Hermès, Anna Sui, Michael Kors, Óscar de la Renta, Prada und Versace. Im Jahr 2001 posierte sie für den Pirelli-Kalender und 2002 lief sie bei der Victoria’s Secret Fashion Show über den Laufsteg.
Neben ihrer Modelkarriere betätigt Elson sich als Singer-Songwriterin und veröffentlichte im Mai 2010 ihr Debüt-Soloalbum The Ghost Who Walks, das von ihrem damaligen Ehemann Jack White, Gitarrist und Sänger der White Stripes, produziert wurde.
Elson und White waren von 2005 bis 2011 verheiratet und haben eine 2006 geborene Tochter sowie einen 2007 zur Welt gekommenen Sohn. Sie ist seit September 2024 in zweiter Ehe mit Lee Foster verheiratet.